# عبياوية (اسماعيلية)
عبياوية (بالفارسية: عباویه) هي قرية وتقع في إيران في قسم إسماعيلية الريفي. يقدر عدد سكانها بـ 22 نسمة بحسب إحصاء 2016.